# Scandix borziana
Scandix borziana är en flockblommig växtart som beskrevs av Augusto Béguinot. Scandix borziana ingår i släktet nålkörvlar, och familjen flockblommiga växter. Inga underarter finns listade i Catalogue of Life.